# Büblikon
Büblikon (toponimo tedesco) è una frazione del comune svizzero di Wohlenschwil, nel Canton Argovia (distretto di Baden).

## Storia

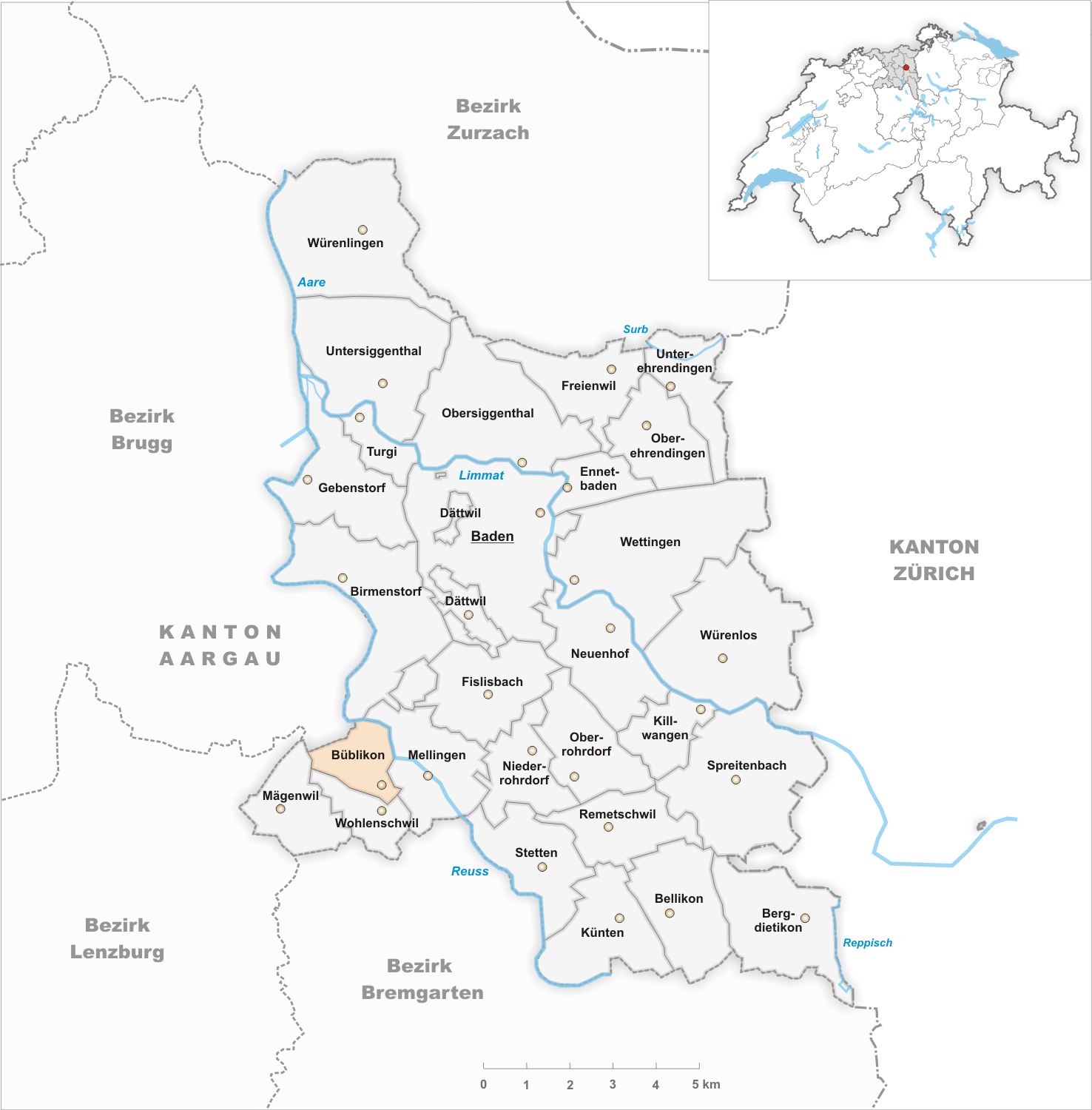
Il territorio del comune di Büblikon prima degli accorpamenti comunali del 1906

Già comune autonomo, nel 1906 è stato accorpato al comune di Wohlenschwil.

## Società

### Evoluzione demografica
L'evoluzione demografica è riportata nella seguente tabella:
Abitanti censiti

## Amministrazione
Ogni famiglia originaria del luogo fa parte del cosiddetto comune patriziale e ha la responsabilità della manutenzione di ogni bene ricadente all'interno dei confini del comune.